# Horst Stöcker
Horst Stöcker (n. 1952, Frankfurt am Main, RFG) este un fizician german, ales membru de onoare al Academiei Române în 2019.